# Вторая Бразильская республика
Вторая Бразильская Республика — период в истории Бразилии, длившийся с 1946 по 1964 г.

## Становление
С приближением конца войны в Европе президент Жетулиу Варгас был вынужден отказаться от своей должности, назначив выборы нового президента. Избиратели отдали большинство голосов генералу Эурику Гаспару Дутре, министру обороны в правительстве Варгаса во время войны. Новая Конституция была принята в 1946 году и действовала до 1967 года. Срок полномочий Дутры закончился в 1951 году. В это время Варгас, который находился в ссылке на своей фазенде в Риу-Гранди-ду-Сул, готовился к выборам. После окончания президентского срока Дутры Варгас был новоизбранным президентом республики, но в 1954 году, в разгар тяжёлого политического кризиса, он покончил жизнь самоубийством.
Во время правления Жуселину Кубичека (1956—1961), основателя современной столицы — Бразилиа, страна переживала быстрый экономический рост.
После него президентом стал Жаниу Куадрос, который подал в отставку менее чем за год после выборов, и тогда обязательства президента перешли к вице-президенту Жуану Гуларту. Гуларт дал президентскую присягу после того, как Конгрессом срочно была принята парламентская система правления, в соответствии с которой серьёзно ограничивались президентские полномочия. Результат плебисцита, проведённого через четыре месяца, показал, что народ выбирает старую систему президентского правления. Высокий уровень инфляции и политическая поляризация левых и правых сил привели страну к социально-политической нестабильности, которая продолжалась два с половиной года и привела к экономическому кризису. 31 марта 1964 года военные сбросили Гуларта и захватили власть.